# Dannemora, Nya Zeeland
Dannemora är en förort till Auckland, Nya Zeeland. Platsen är belägen öster om staden, nära Pakuranga och Botany Downs.